# Remorqueur
Pour les véhicules, voir Remorqueuse.

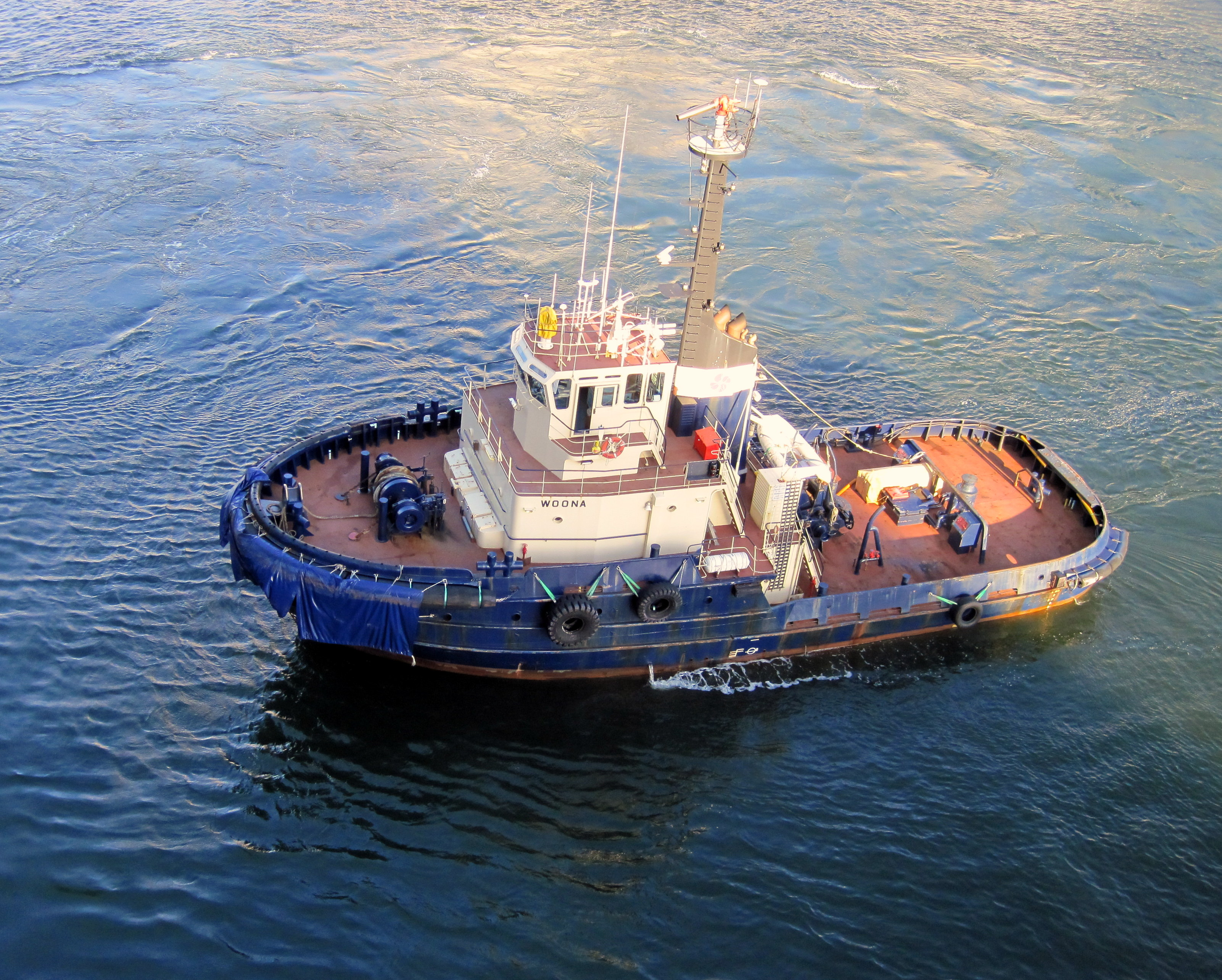
Le Woona manœuvrant dans le port de Sydney

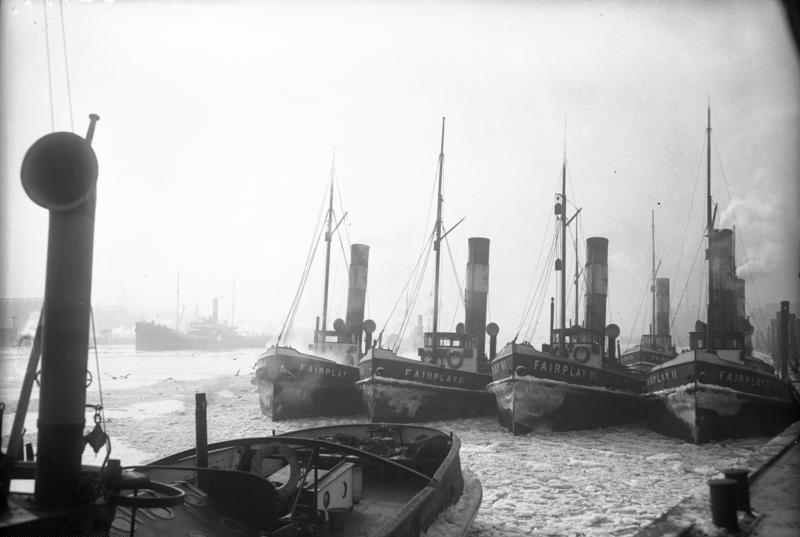
Quatre remorqueurs de la compagnie Fair-play dans le port de Hambourg, en janvier 1929

Un remorqueur est un bateau relativement petits, très puissant et très manœuvrable, servant à guider, tirer, pousser les gros bateaux entrant et sortant des ports, en particulier lors des manœuvres d'accostage.
Il existe aussi des bâtiments plus gros utilisés pour le remorquage des plates-formes pétrolières capables de supporter le très gros temps.
Certains remorqueurs de haute mer sont utilisés pour la surveillance et le remorquage éventuel des cargos et autres gros bateaux en difficulté, par exemple dans la Manche.

## La remorque
La remorque est un ensemble d'éléments qui permettent de tracter un navire.
Elle est en général constituée de la remorque principale, câble d'acier enroulé sur un tambour à bord du remorqueur, d'un spring en fibres synthétiques apportant de l'élasticité, d'une pantoire en fil d'acier jouant le rôle de fusible, d'une courte chaîne dont la dernière maille est fixée sur le remorqué par un smit bracket mis au point par Smit international.
Le fusible est l'élément privilégié pour casser en cas de trop forte traction.

## Histoire

### Les premiers remorqueurs

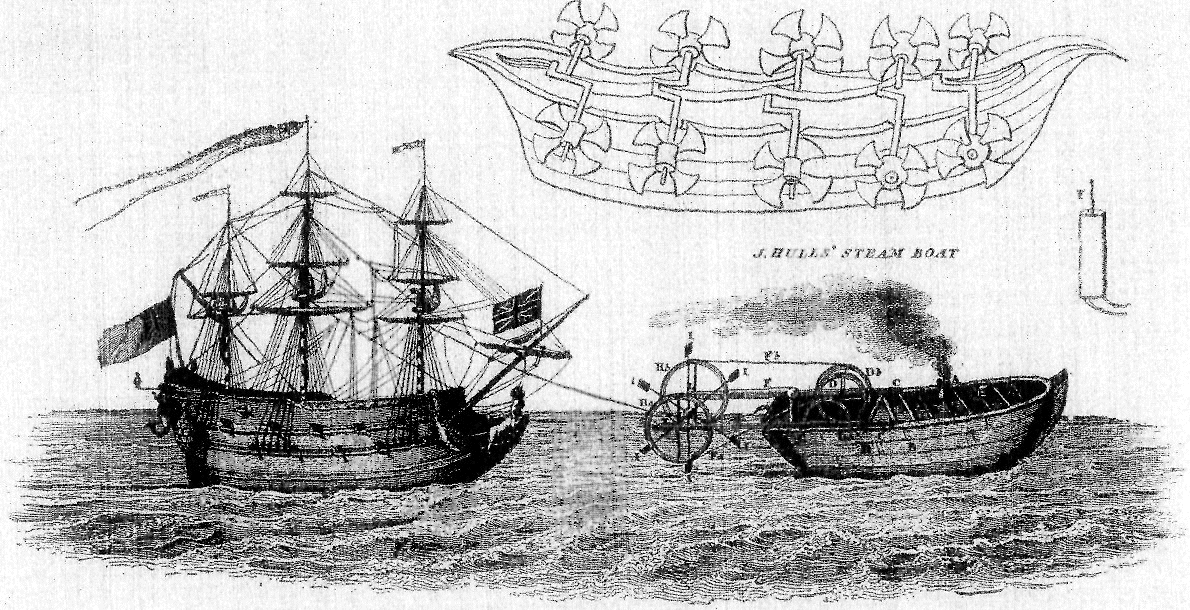
Brevet déposé en 1736 par Jonathan Hulls, d'un remorqueur à vapeur.

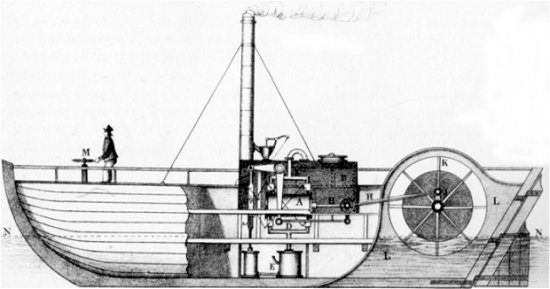
Le Charlotte Dundas, premier remorqueur construit, en 1802.

Les premiers remorqueurs ont été créés avec la machine à vapeur. Auparavant, les seuls moyens de propulsion étaient les voiles ou la force humaine, voire la traction animale le long des rivières : aucun de ces moyens ne pouvait développer une puissance suffisante sur un petit bateau pour pouvoir en remorquer un plus grand. Jonathan Hulls dépose un brevet le 21 décembre 1736 pour un bateau à vapeur pour « porter les vaisseaux et navires en dehors et vers n'importe quel abri, port ou rivière, contre le vent et la marée, et en l'absence de vent ». Bien que ce projet n'ait jamais été réalisé, il s'agit du premier « remorqueur », au moins sur le papier : il aurait été doté d'un moteur Newcomen entrainant deux roues à aubes fixées à l'arrière, au moyen de cordages ; un cordage relie sa poupe au mât de misaine du navire remorqué.
Il faut attendre le développement des bateaux à vapeur pour que l'idée refasse surface. On considère souvent que le Charlotte Dundas, construit en 1802 par William Symington, est le premier remorqueur ; il s'agit aussi du premier bateau démontrant l'utilité de la vapeur. Son histoire remonte aux premiers essais de Patrick Miller de Dalswinton, qui créa avec Symington un bateau à vapeur en 1788 en Écosse. Miller abandonne le projet, que reprend Lord Dundas en 1800. Un premier bateau navigue avec succès en juin 1801, et le Charlotte Dundas, nommé en l'honneur de la fille de Lord Dundas, est construit en 1802. Long de 17 mètres, doté d'un moteur horizontal entrainant une grande roue à aubes centrale, il navigue pour la première fois le 4 janvier 1803, et effectue son premier remorquage en mars : il remorque deux barges de 70 tonneaux sur 30 kilomètres sur le canal de Forth et Clyde, à 3 km/h malgré le vent debout.

## Rôles des remorqueurs
Chaque rôle requiert un type de navire différent, chacun avec ses caractéristiques propres :

### Remorquage côtier

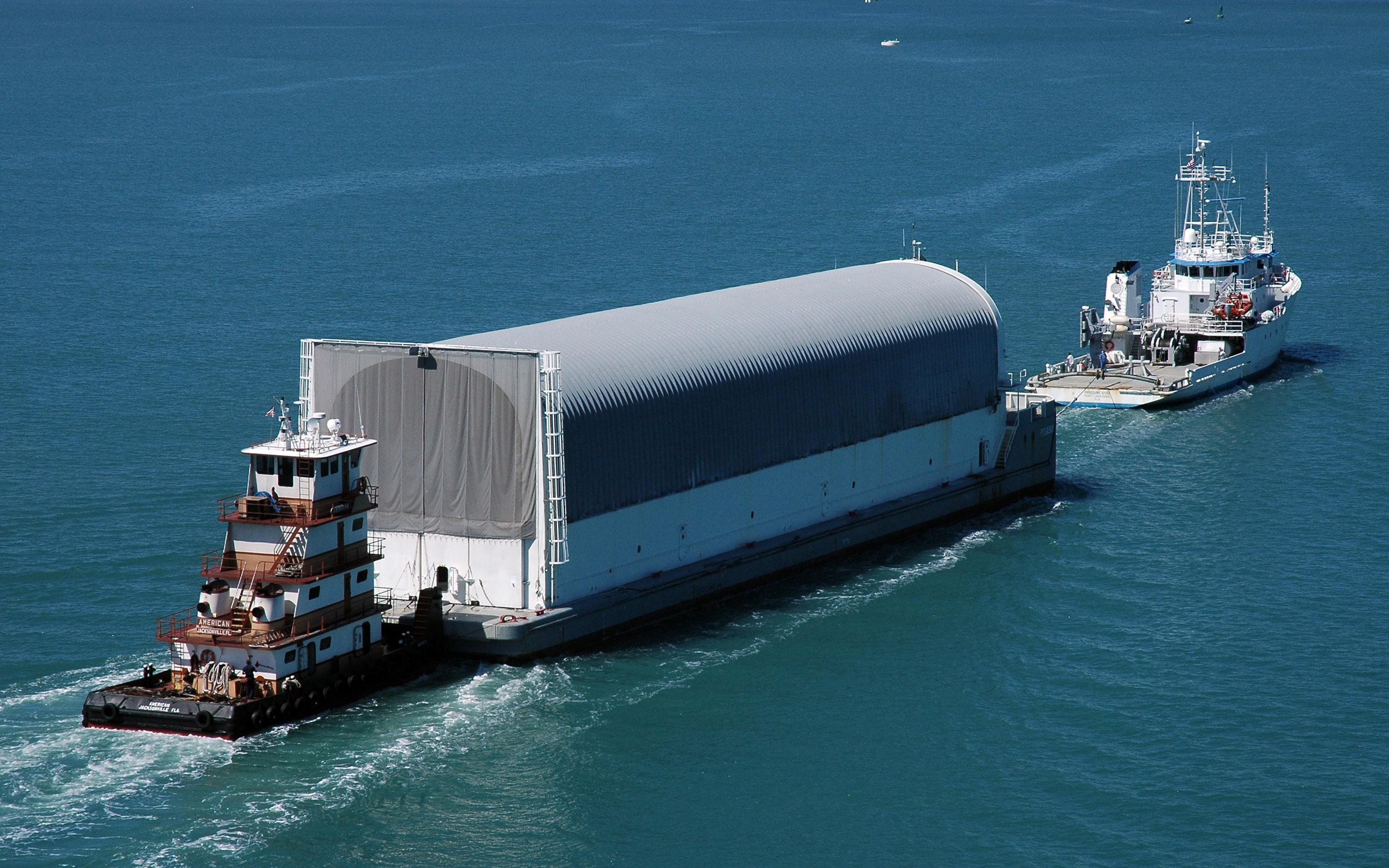
Remorquage et poussage côtier

Utilisé pour relier des zones isolées, en tractant ou poussant des barges chargées de marchandises, un remorqueur prenant en charge une ou plusieurs barges. Les remorqueurs font entre 15 et 40 m de long, pour une puissance comprise entre 750 et 3 000 kW.

### Remorquage de haute mer et sauvetage

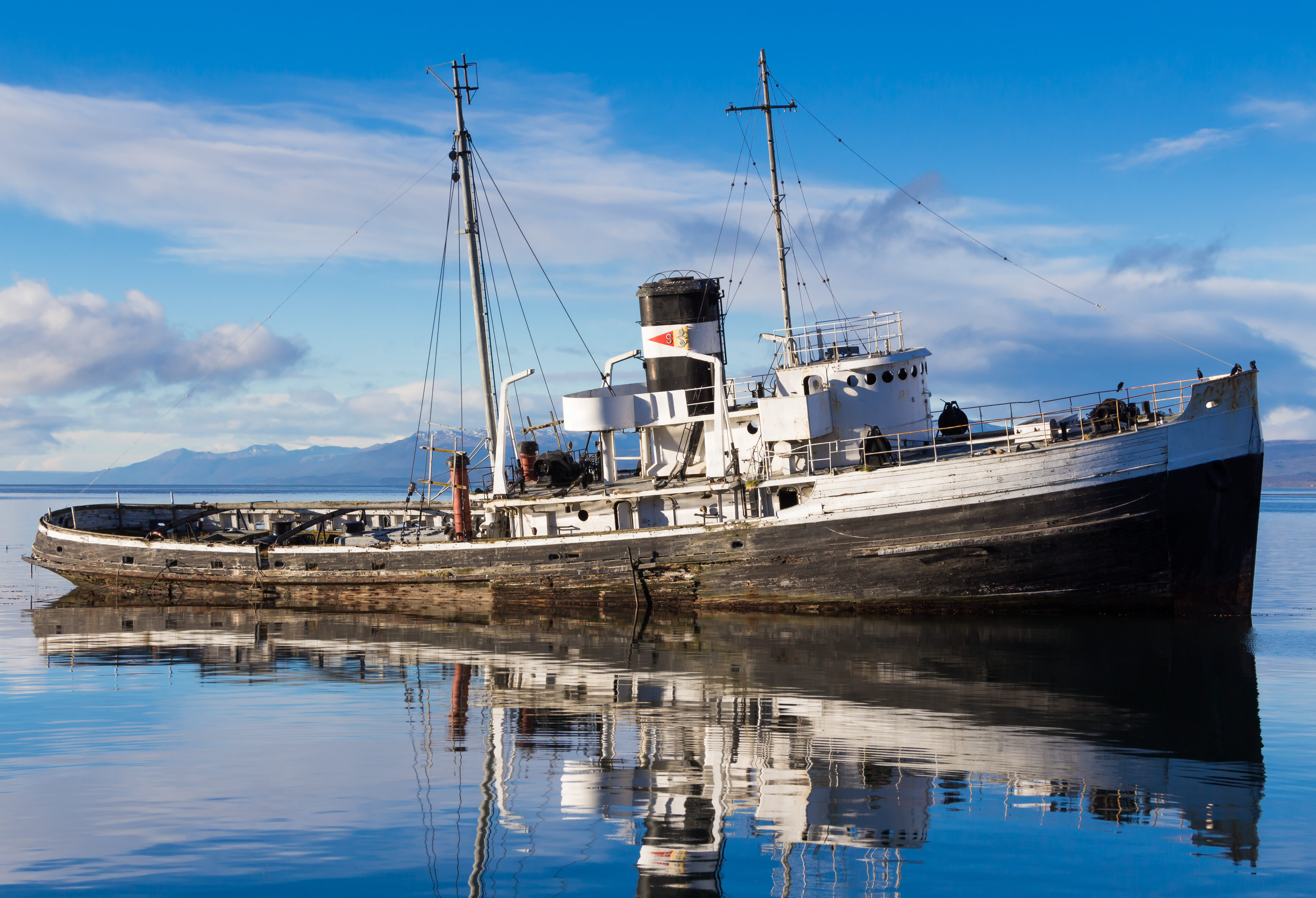
Le remorqueur de secours HMS Justice W140, également nommé St. Christopher, basé à Ushuaïa, Argentine. Mai 2017.

Utilisé pour le remorquage de navires ou encore de plates-formes pétrolières sur de longues distances, les remorqueurs de haute mer sont parmi les plus puissants (5 à 15 MW, plus de 50 m de long), ont une grande autonomie, et, adaptés, ils peuvent servir à l'assistance des navires en difficulté. Les remorqueurs d'assistance sont pourtant le plus souvent affrétés à temps plein par un État et demeurent en station près des côtes, leur rôle est de prévenir un échouement et ses conséquences. Par exemple : l’Abeille Bourbon.

### Service portuaire
C'est le rôle le plus typique, qui consiste à assister les grands navires lors de leur entrée et sortie de port, ainsi que pour leur accostage. Les remorqueurs portuaires sont souvent petits mais puissants (25 à 35 m de long, 1,5 à 4 MW), dotés de propulseurs orientables. Ils sont conçus pour pouvoir tirer ou pousser.

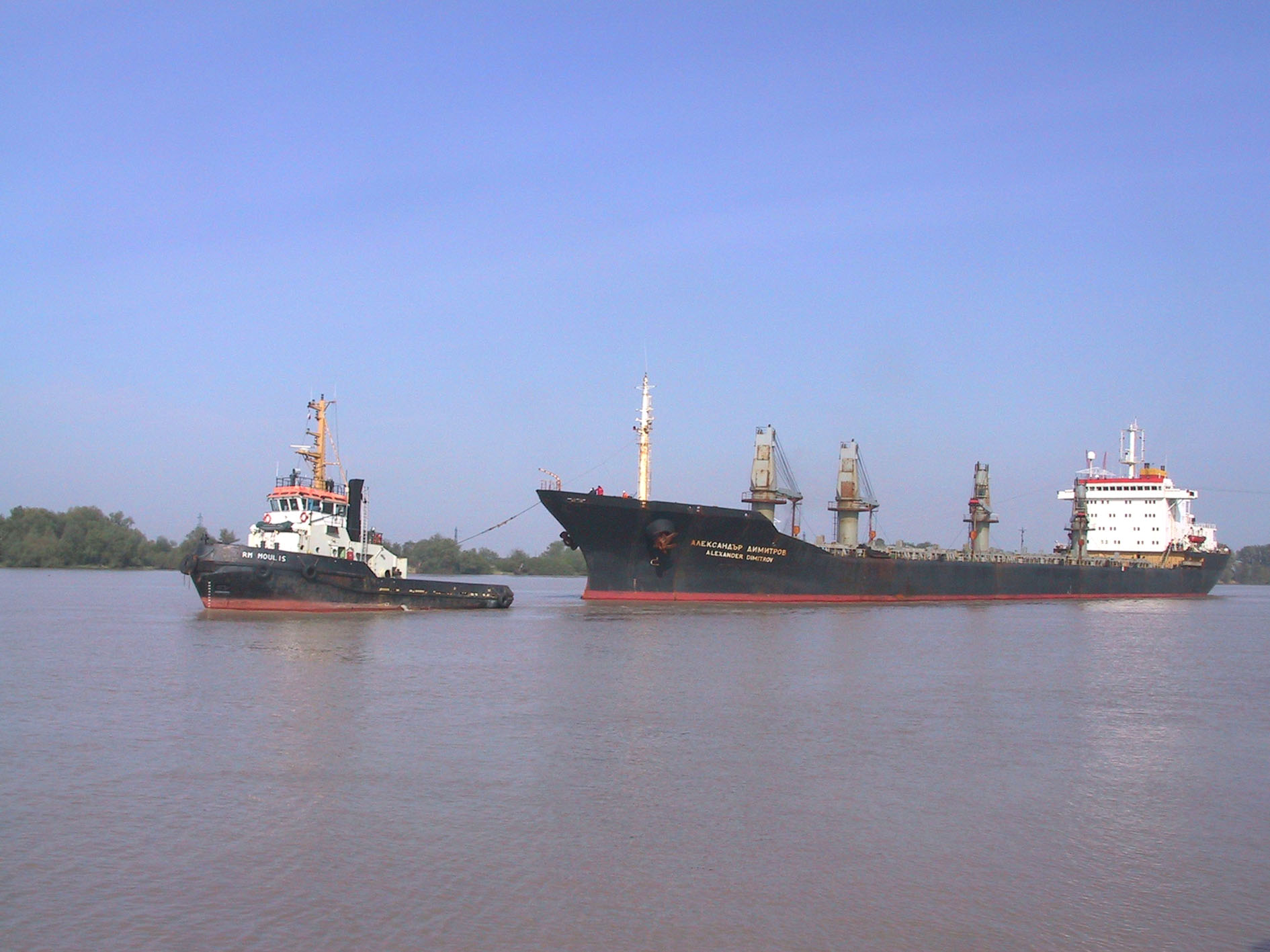
Assistance en zone portuaire pour un vraquier
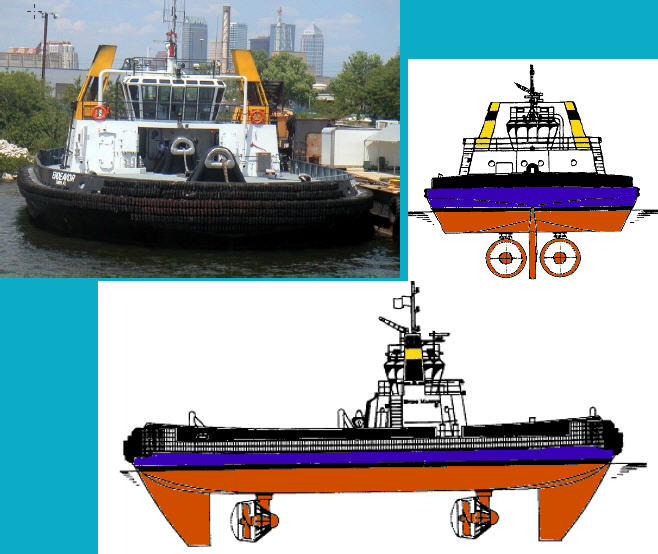
Ship Docking Module à Tampa (États-Unis)
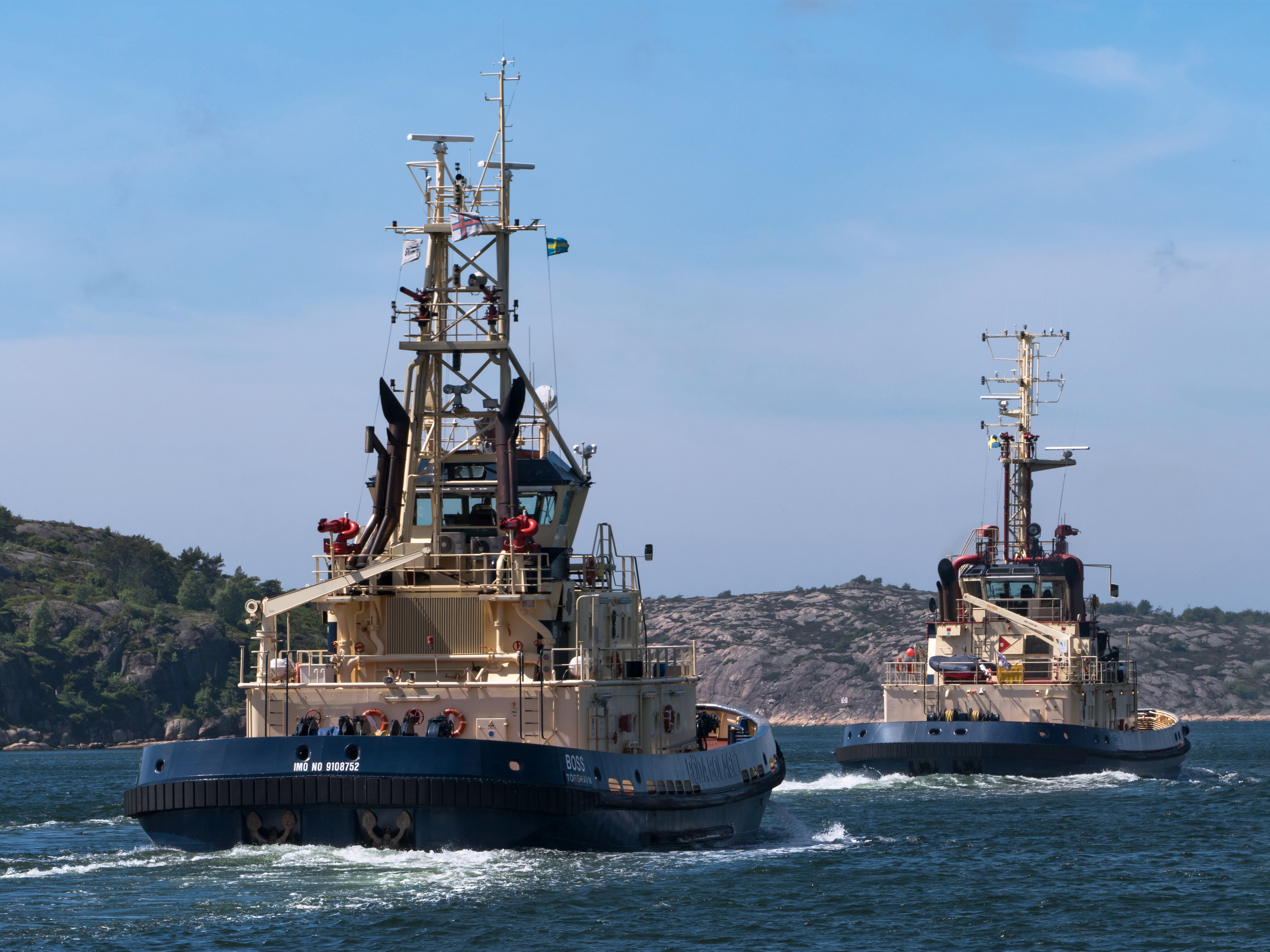
Les remorqueurs Svitzer Hymer et Boss pour le port pétrolier de Brofjorden, dans le fjord de même nom, en Suède
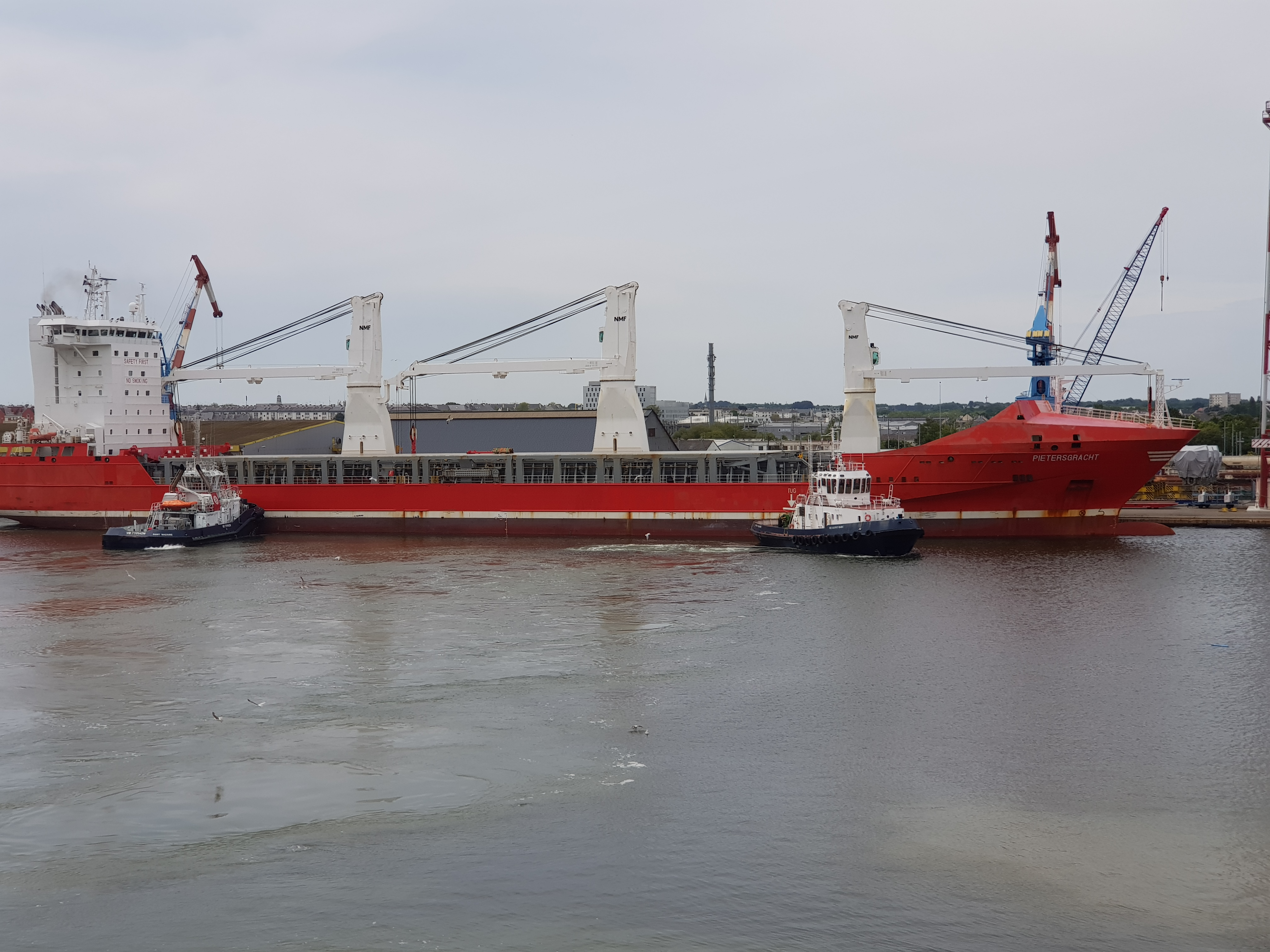
Un vraquier à quai flanqué de deux remorqueurs.
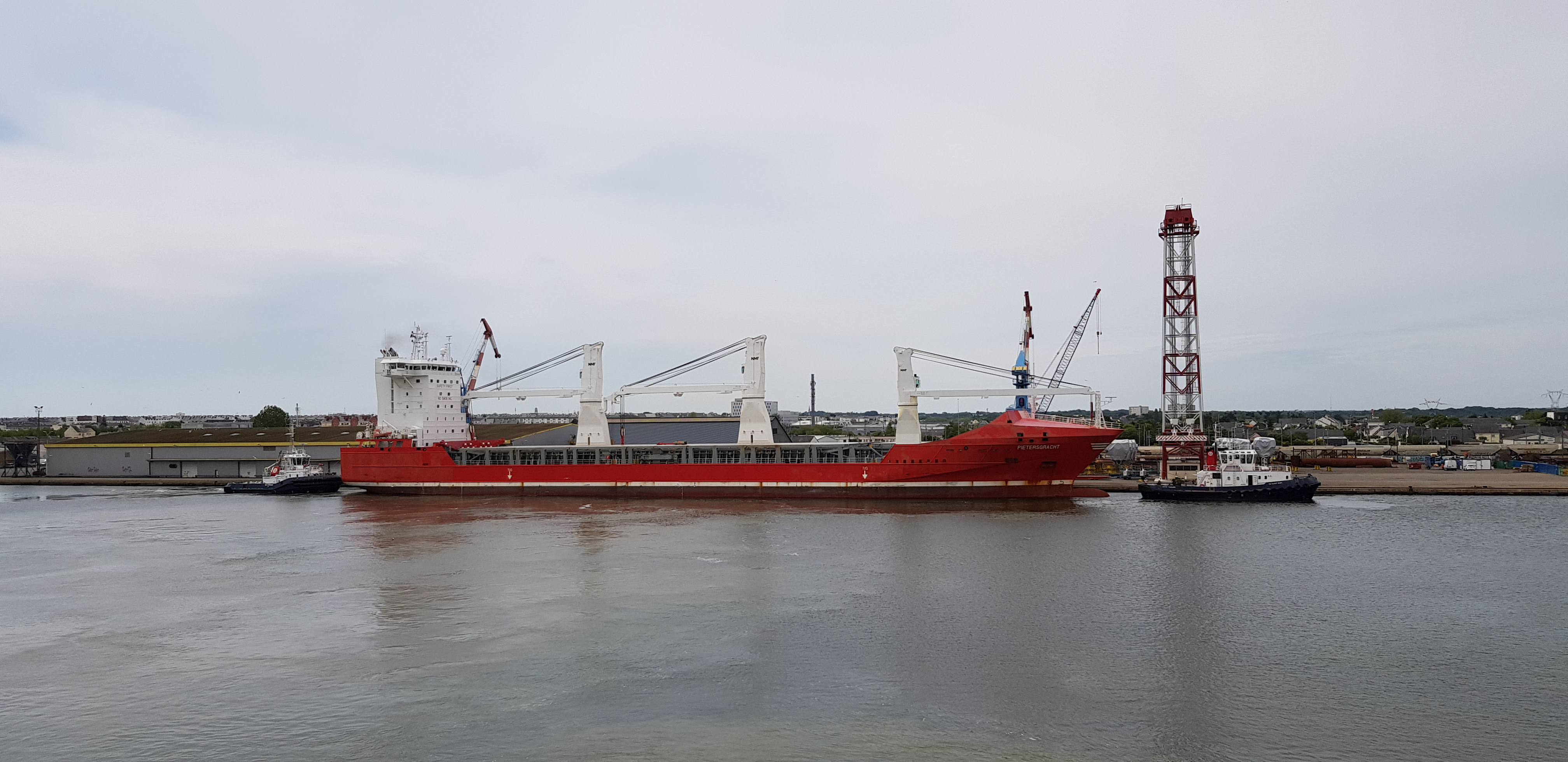
Un vraquier à quai encadré de deux remorqueurs.

Les Américains utilisent aussi des remorqueurs spécialisés très maniables équipés de propulseurs orientables à l'avant et à l'arrière : les SDM, Ship Docking Module.

### Escorte de grands navires

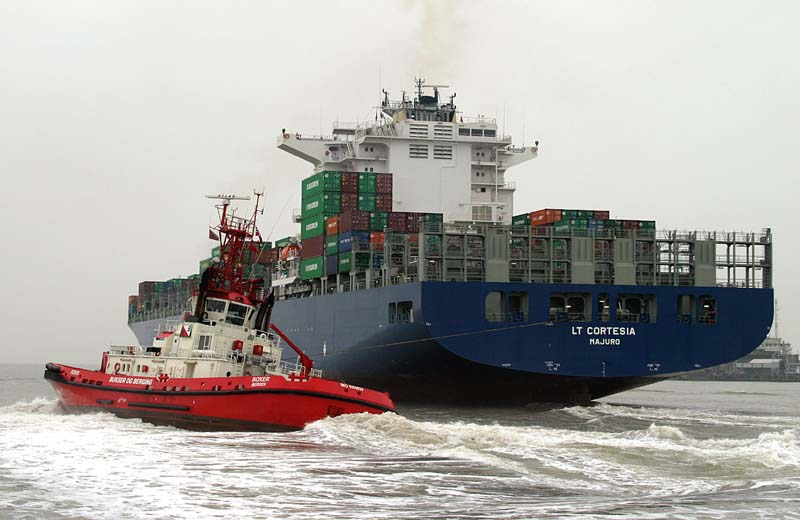
Remorqueur d'escorte Boxer équipé d'un propulseur Voith Schneider

Dans certaines zones réglementées, les grands navires sont tenus d'être escortés par un remorqueur, qui doit dans ce cas pouvoir opérer à des vitesses plus élevées que les remorqueurs portuaires (10 nœuds au lieu de 5), d'où des performances inhabituelles. ex. : transit dans plusieurs zones de la côte Ouest des États-Unis, traversée de la lagune de Venise.

### Remorquage fluvial

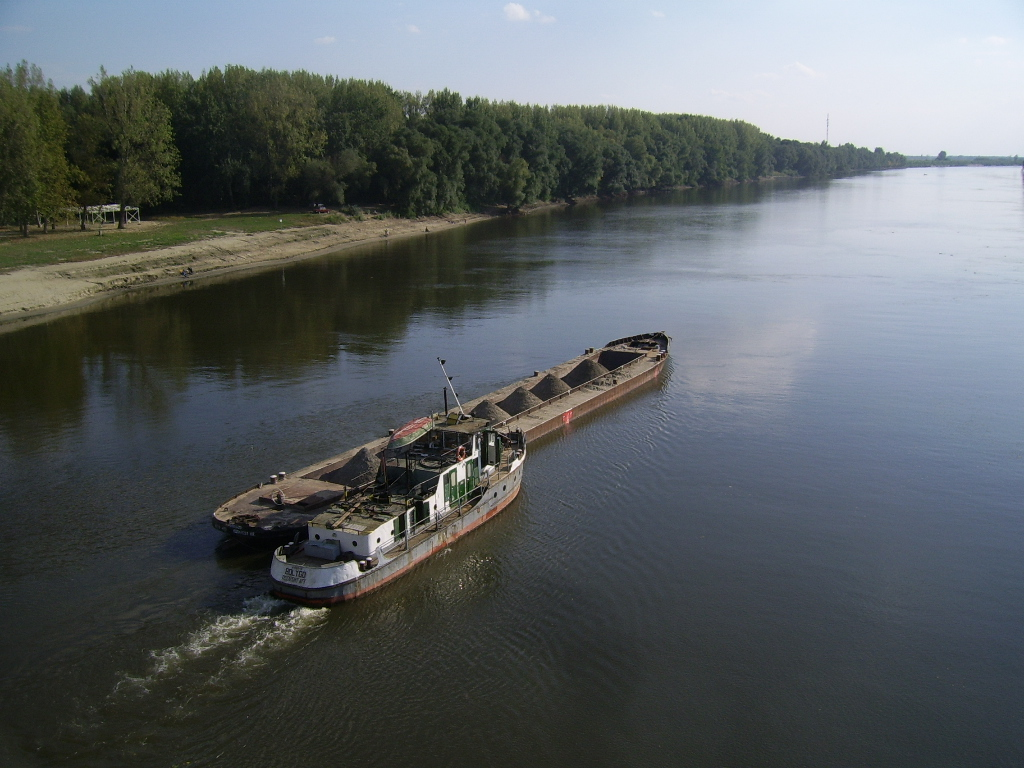
Remorquage fluvial

Les remorqueurs opérant sur les fleuves et rivières ont des dimensions variées mais des contraintes supplémentaires : tirant d'eau limité, tirant d'air limité par les ponts et les tunnels, largeur et longueur limitées par les écluses, etc. Ils ne sont plus guère employés que ponctuellement car le remorquage a été remplacé par la technique du poussage. De ce fait, la plupart des derniers remorqueurs fluviaux subsistants ont été reconditionnés en pousseurs.

### Système barge-remorqueur
Dans ce système, le remorqueur pousse une barge, leurs structures s'imbriquant l'une dans l'autre, pour un rendement maximum. Deux systèmes existent, les remorqueurs-barges « articulés » et « intégrés », suivant la mobilité des deux navires une fois reliés.

## Particularités

Schéma d'un remorqueur portuaire. L'équipage pont travaille sur la plage arrière du pont principal, manœuvrant l'équipement de remorquage (treuil de remorquage, goupilles et stoppeurs qui guident le câble de remorque).

Les remorqueurs se distinguent des autres navires par certaines caractéristiques :
- une grande puissance par rapport à leur déplacement ;
- une stabilité accrue afin de ne pas chavirer si la remorque passe sur le travers ;
- une excellente manœuvrabilité, souvent obtenue par des propulseurs orientables (Z-drive, Voith-Schneider), et un grand rapport largeur/longueur ;
- une grande traction au point fixe (puissance développée à vitesse nulle, en tirant un navire), obtenue en améliorant le flux d'eau dans la partie arrière (forme évasée, tuyères autour des hélices) ;
- un plan de pont très dégagé, pour laisser libre le parcours de la remorque, et permettre de placer les treuils suffisamment bas (pour une meilleure stabilité) ;
- Une plage arrière dégagée (souvent protégée par des arceaux évitant l'accrochage intempestif de la remorque) avec les superstructures rejetées vers l'avant. Ceci est nécessaire pour que le croc de remorque, conçu pour pouvoir être largué sous tension en cas de danger, soit au point de pivotement de la carène. Ainsi le remorqueur reste libre de ses évolutions malgré la traction de la remorque. Pour la même raison , les bateaux de ski nautique utilisent soit un mât de remorque central, soit une patte d'oie mobile fixée à l'arrière.
- des protections fixées sur le pourtour du liston, pour éviter les dégâts lorsque le remorqueur pousse . Le pavois d'un remorqueur est en général "cassé" vers l'intérieur au lieu de prolonger les bordés de coque afin que le contact entre les deux coques se fasse au niveau du liston, largement renforcé et protégé, un peu comme les pare-chocs d'une auto-tamponneuse.
- une superstructure centrée et en retrait des flancs, pour éviter de heurter le flanc des navires à forme évasée.
- Avec l'avènement des remorqueurs manœuvrables sur 360° (systèmes Voith-Schneider ou Azipod, la timonerie est maintenant vitrée sur tous les côtés, permettant de surveiller à la fois la route du remorqueur sur l'avant et le travail de la remorque sur l'arrière.

Quand il faut prendre en remorque un navire par gros temps, le commandant et le chef mécanicien se tiennent à la passerelle, le second et le maître mécanicien sont au PC machine, le maître électricien surveille le local des treuils (une tâche capitale). Chargé de la sécurité, le second capitaine a la responsabilité de toutes les opérations sur le pont arrière, là où les câbles balaient l'espace, créant une zone particulièrement dangereuse.
En haute mer, pour des opérations de sauvetage, le passage de remorque est une affaire complexe : un filin très léger, parfaitement lové et maintenu en ordre dans sa boîte par une enduction de cire afin de se dérouler sans anicroches, est projeté par une grosse fusée d'artifice à poudre (fusils lance-amarres "Very" ou "Schermuly"). À la suite de ce "messager", diverses toulines de diamètres croissants sont filées successivement avant d'envoyer l'aussière de remorque proprement dite. L'amarrage de la remorque sur le navire remorqué est une opération délicate, surtout par mauvaise mer ou si une avarie a privé le remorqué de puissance pour ses propres treuils et guindeaux. Si possible l'équipage du remorqué doit mailler (fixer) la remorque sur sa propre chaîne d'ancre et en filer une certaine longueur : en effet le poids de la chaîne amortit les à-coups de traction et la chaîne est beaucoup moins sensible qu'une aussière au ragage (usure par frottement).
Pour les opérations portuaires en eau calme , l'opération de prise de remorque est beaucoup moins contraignante, en général une pomme de touline lancée à la main à courte distance fait l'affaire.

## Architecture

### Systèmes de propulsion
Le système propulsif influence considérablement l'architecture du remorqueur. Les remorqueurs sont propulsés exclusivement mécaniquement, en raison de la puissance nécessaire, et l'immense majorité utilise des moteurs Diesel entrainant des hélices ou un propulseur Voith Schneider. Derrière cette apparente uniformité se cache une grande variété d'hélices et de systèmes de transmissions, du moteur entrainant directement une hélice unique aux systèmes Diesel-électrique et transmissions en Z-drive.

#### Moteur principal

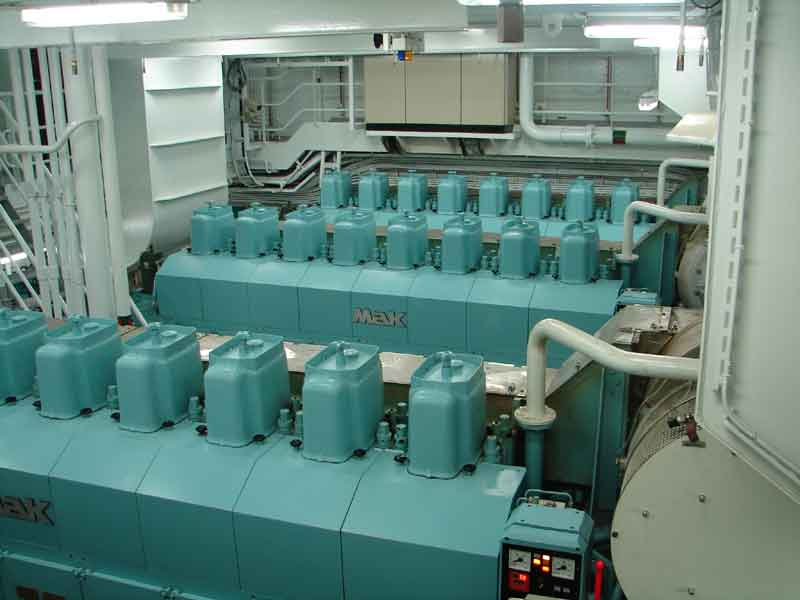
Moteurs principaux de l’Abeille Bourbon

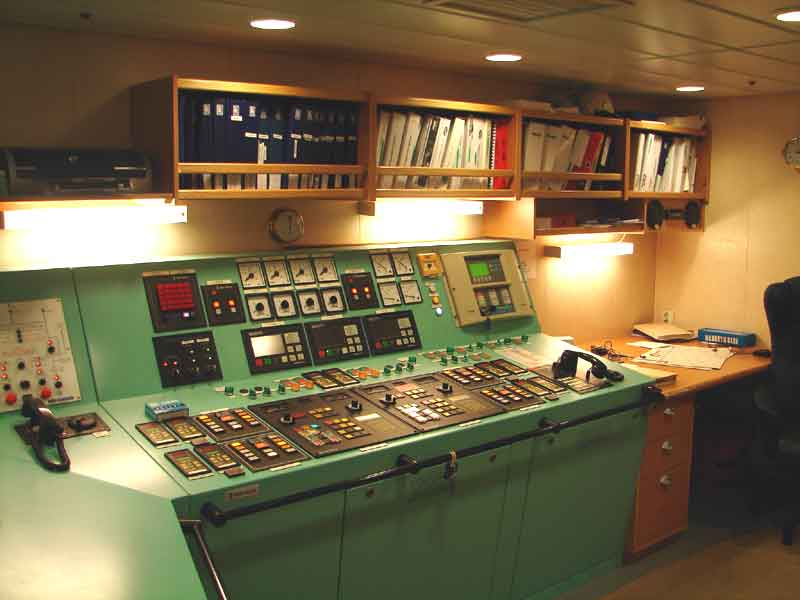
Salle de contrôle des machines sur lAbeille Bourbon

Depuis les années 1950, les machines à vapeur et turbines ont été remplacées par les moteurs Diesel, bien plus compacts pour une même puissance ; la quasi-totalité des remorqueurs actuels utilisent des moteurs Diesel. Il s'agit généralement de Moteur à quatre temps de taille moyenne, pouvant développer une grande puissance mais pouvant prendre place dans la coque exigüe d'un remorqueur, contrairement aux grands moteurs à deux temps que l'on trouve sur les plus grands cargos. Ils possèdent six à huit cylindres en ligne et un turbocompresseur. Selon la vitesse et la capacité de traction désirée, les moteurs sont plus ou moins puissants, mais un moteur typique tourne à 900 à 1 000 tours par minute et développe 1 500 à 1 800 kW de puissance au frein (c'est-à-dire à la sortie du moteur). Les remorqueurs évoluant dans les ports sont soumis à la réglementation locale en matière de protection de l'environnement, en plus des lois nationales et internationales, ce qui peut obliger les opérateurs à sélectionner des moteurs moins polluants ou munis de filtres supplémentaires.
Les moteurs sont reliés aux propulseurs par l'intermédiaire d'arbres et d'une ou plusieurs boîtes de vitesses pour réduire la vitesse de rotation, d'un rapport variant de 3:1 à 7:1. Avec les propulseurs Voith Schneider et les propulseurs azimutaux, la réduction est faite au niveau du propulseur. Les boites de vitesses incluent généralement un embrayage, mais pas nécessairement une marche arrière lorsque les hélices sont à pales orientables. On trouve parfois une boîte de vitesses supplémentaire à l'avant du moteur (du côté opposé au propulseur), servant à actionner les pompes à incendie et pompes hydrauliques, lorsqu'elles sont entrainées par les moteurs principaux. S'il est souvent plus simple d'avoir un moteur entrainant une hélice chacun, on trouve, sur certains remorqueurs de haute mer et de sauvetage, un système où deux moteurs entrainent une hélice chacun, par l'intermédiaire d'une boîte de vitesses. Ce système permet une meilleure versatilité, car il permet de n'utiliser qu'un moteur pendant un trajet sans remorque, et une meilleure redondance, pour éviter une panne catastrophique pendant une opération délicate.
En plus des moteurs principaux, on trouve aussi des génératrices auxiliaires servant à fournir l'électricité du bord, sauf sur les plus petits remorqueurs où un alternateur est entraîné par le moteur principal. Si de nombreux remorqueurs ont utilisé des systèmes Diesel-électrique où les moteurs principaux produisent de l'électricité, et où les hélices sont entrainées par des moteurs électriques disjoints, notamment dans les années 1950-1960, quand il était plus difficile de contrôler les moteurs Diesel à basse puissance, leur coût élevé et les progrès réalisés sur les moteurs conventionnels ont entrainé leur abandon progressif ; seuls les propulseurs d'étrave et de poupe sont entrainés par un moteur électrique. De même, on ne trouve de système Diesel-hydraulique que sur les plus petits bateaux, et pour entrainer un propulseur d'étrave.
Les moteurs sont généralement contrôlés depuis la passerelle, d'où le commandant contrôle aussi la direction des hélices (quand elles sont orientables). Une salle de contrôle située juste à côté de la salle des machines permet à l'ingénieur du bord d'effectuer la plupart des réglages moteurs en cas de besoi, et de contrôler les indicateurs ; on y trouve souvent les tableaux électriques. Sur certains petits remorqueurs, même le démarrage du moteur est contrôlé depuis la passerelle.

#### Propulseurs
Les remorqueurs utilisent une grande variété de propulseurs. Les deux principaux types sont l'hélice sous différentes variantes (à pas fixe ou variable, en tuyère, montée en Z-drive…) et le propulseur Voith Schneider, complétés si besoin par un ou plusieurs propulseur auxiliaire.

## Caractéristiques
- Tenue au frein (brake holding capacity) : une remorque de diamètre de 71 mm pourra supporter 350 t
- Capacité de virage de la remorque en charge
- Force exercée sur un point fixe (bollard pull)
- En mer la longueur moyenne de la remorque est de 600 m
- En général un remorqueur arrive par vent arrière pour prendre la remorque

## Exemples
Les deux remorqueurs affectés à la sécurité de la Manche sont l’Abeille Bourbon, (basé à Brest, et l’Abeille Liberté, basé à Cherbourg. Ils ont remplacé, respectivement, l’Abeille Flandre), qui surveille désormais le rail d'Ouessant, et l’Abeille Languedoc, surveillant désormais le large du Cotentin. L’Abeille Flandre et l’Abeille Languedoc sont des sister-ships, tout comme l'Abeille Bourbon et l'Abeille Liberté.

## Les contrats maritimes des remorqueurs de haute mer
Il en existe deux types :

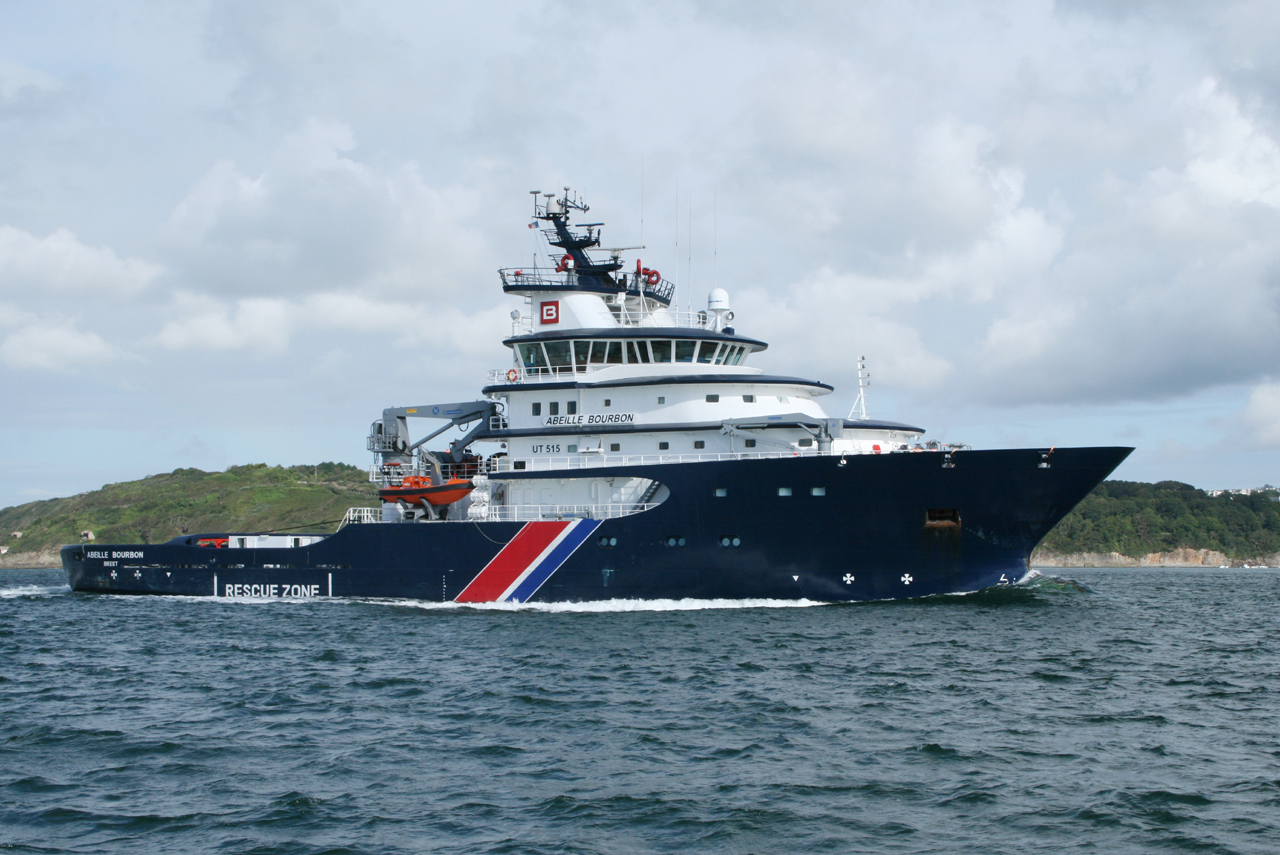
Abeille Bourbon

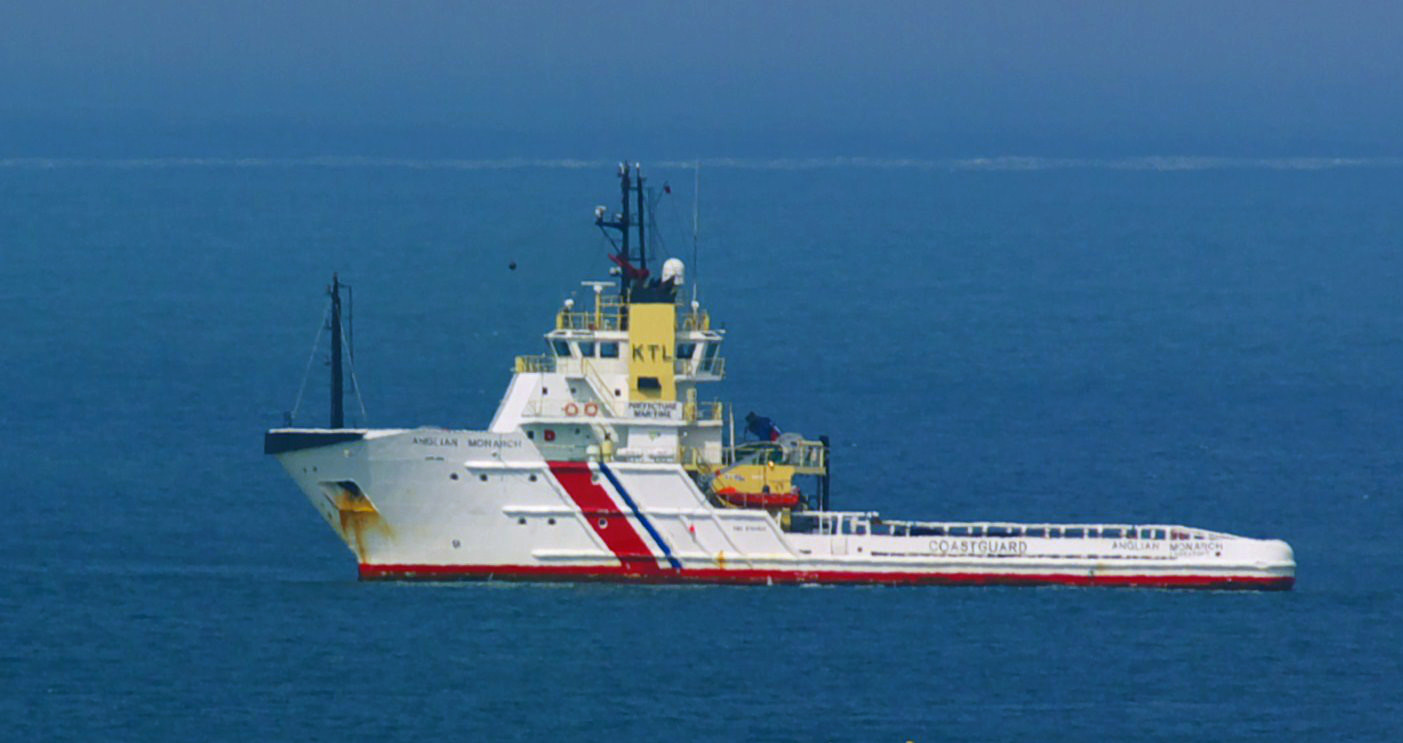
L’Anglian Monarch, remorqueur de haute mer britannique.

- le contrat d'assistance dit No cure No pay, défini dans le Lloyd's Open Form : c'est un contrat avec obligation de résultat, pas de paiement s'il n'y a pas de résultat ; le montant de la rémunération est calculé sur la base des moyens engagés et mis en œuvre et de la valeur des biens sauvés (navire, cargaison et fret).
- le contrat commercial : c'est un contrat moins cher que le contrat no cure no pay et plus prévisible. En langage courant le No cure No Pay est un contrat de sauvetage tandis que le contrat commercial est souvent qualifié de contrat de remorquage. Lors du désastre de l'Amoco Cadiz, la commission sénatoriale d'enquête a pointé le temps perdu en discussions entre le capitaine du pétrolier, son armateur, et le patron du remorqueur allemand Pacific, qui, bien conscient de la situation, tenait à imposer un contrat Lloyd Open form, plus rémunérateur, qu'il finit d'ailleurs par obtenir... mais trop tard, alors que le pétrolier privé de propulsion et de gouvernail était dangereusement près des roches de Portsall.

Les opérations d'envergure étant périlleuses, elles donnent lieu à une convention de sauvetage connue sous la formule de « Lloyd's Open Form » (LOF), du nom du célèbre groupe d'assurances londonien. Depuis la convention internationale sur le sauvetage de 1910, réactualisée en 1989, l'usage veut que le sauveteur ne soit pas rémunéré s'il ne parvient pas à sauver le navire ou sa marchandise. Mais un amendement, officialisé en 2000, a tempéré ce principe, reconnaissant que les efforts fournis par les sauveteurs (il faut parfois qu'ils montent ou soient hélitreuillés sur le cargo désemparé), même en cas d'échec, devaient être pris en considération. Les contentieux — et quasiment aucune affaire de sauvetage n'est réglée à l'amiable — aboutissent presque toujours à la chambre maritime arbitrale de Londres.
À partir du moment où un « résultat tangible » a pu être constaté par les experts et les juges, une indemnité plus ou moins substantielle sera attribuée au sauveteur. Cependant, le contrat passé entre Abeilles International et la marine nationale précise que 50 % des sommes encaissées par les premières sont ensuite reversées à la seconde.

## Remorqueurs dans l'art

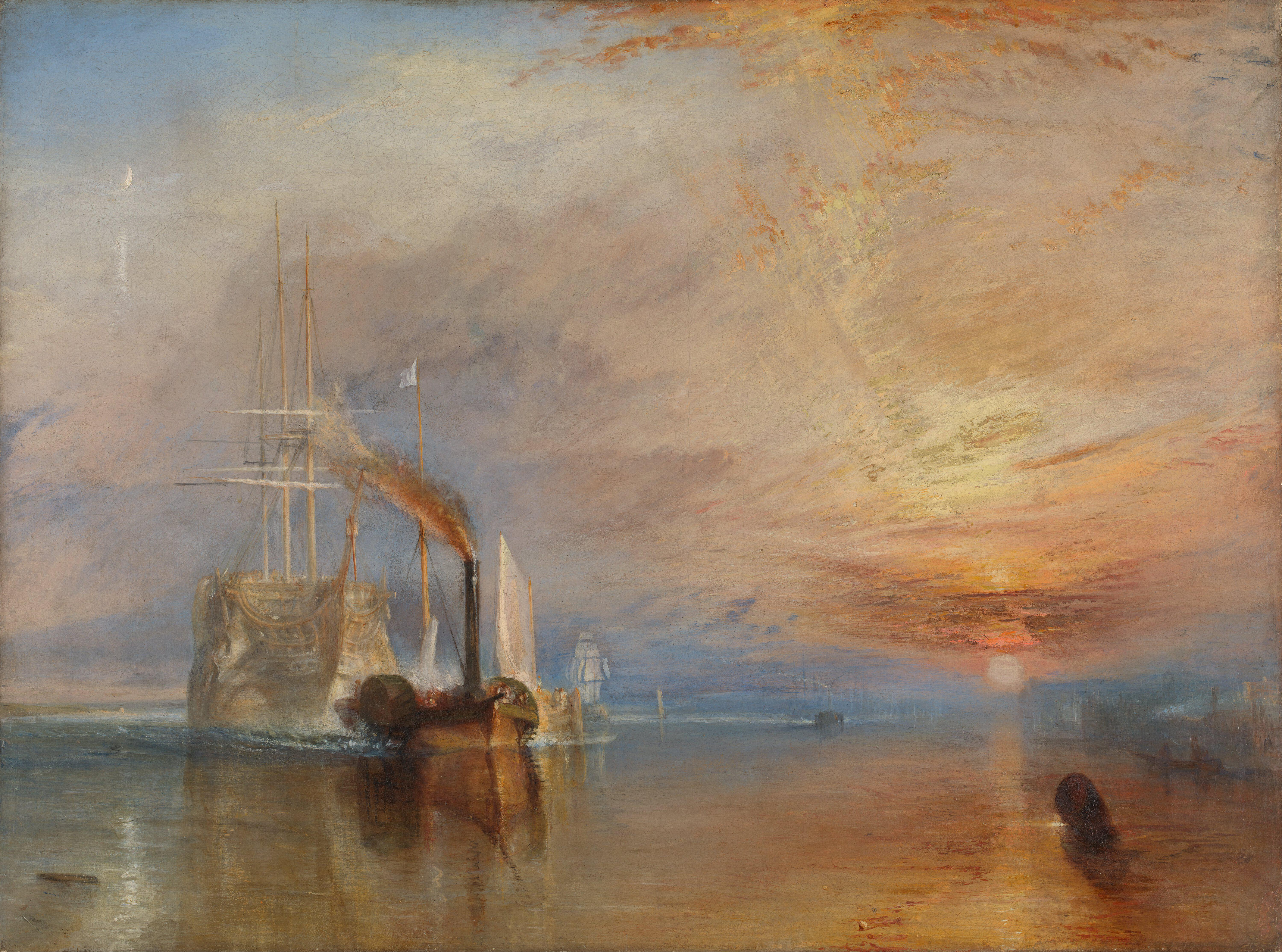
Le Dernier Voyage du Téméraire, huile sur toile de J.M.W. Turner (1838).

Le Dernier Voyage du Téméraire est une huile sur toile réalisée en 1838 par le peintre et graveur britannique Joseph Mallord William Turner (1775-1851). Exposé pour la première fois à la Royal Academy en 1839, ce tableau représente l'un des derniers navires de ligne présents à la bataille de Trafalgar, le HMS Temeraire, tracté par un remorqueur à vapeur vers Rotherhithe (au sud-est de Londres), pour y être détruit. Il est aujourd'hui exposé à Londres à la National Gallery.
Au cinéma, Jean Grémillon a adapté en 1941, sous le titre Remorques, le roman éponyme de Roger Vercel paru en 1935.
Le musée de Grenoble expose une œuvre cubiste de Fernand Léger intitulée Le Remorqueur peinte en 1920.

## Galerie

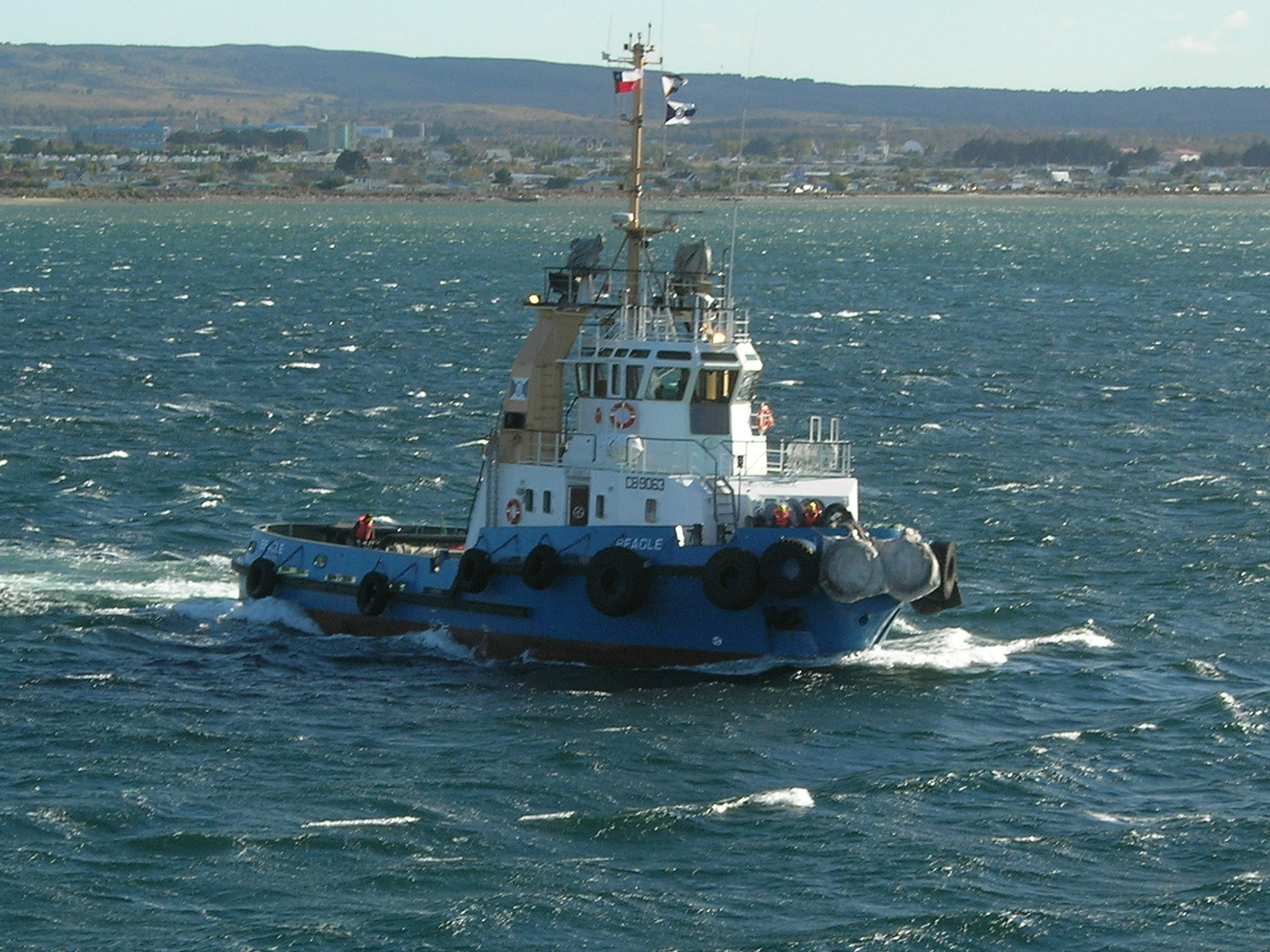
Beagle, remorqueur à Punta Arenas
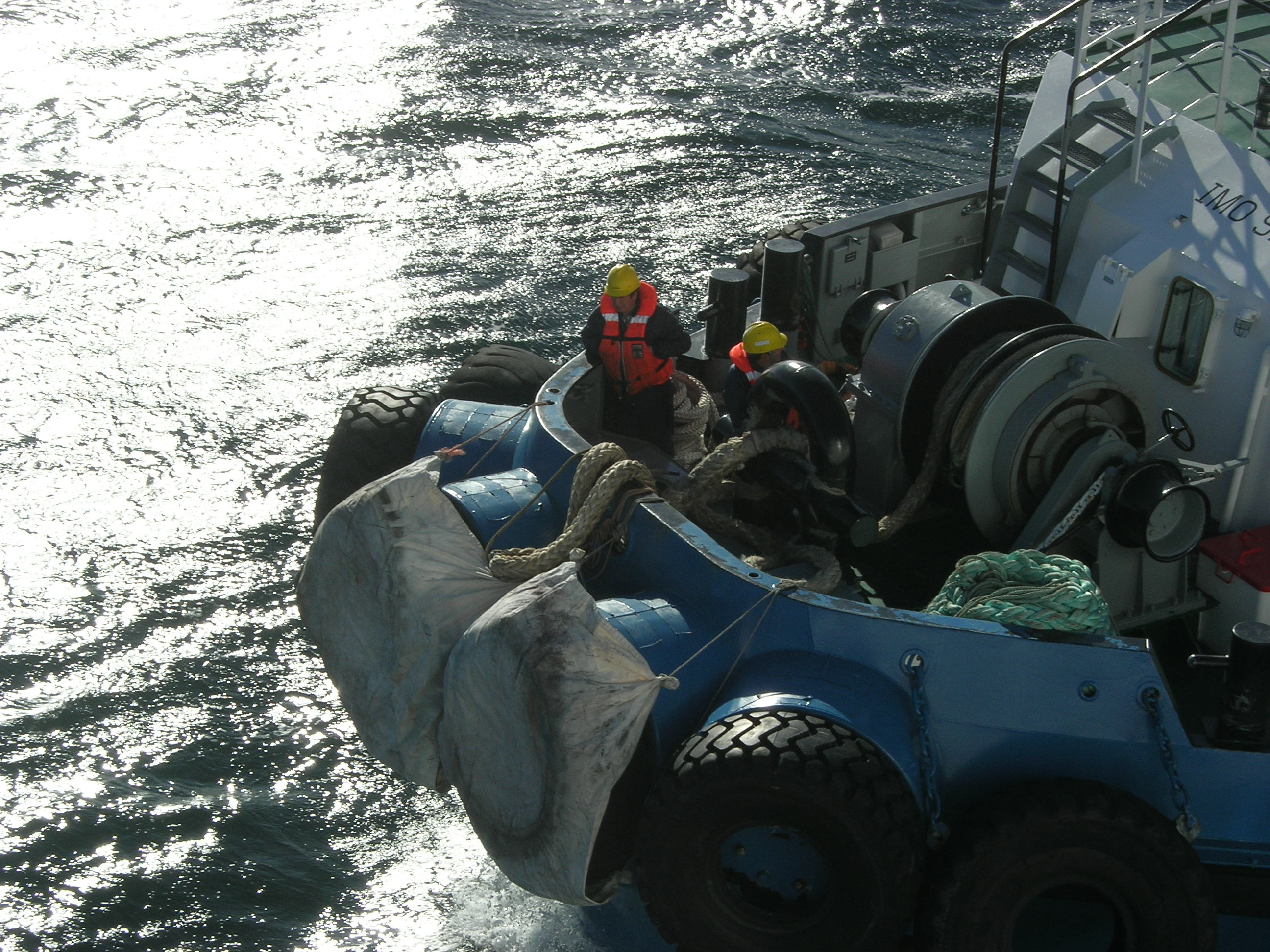
Les remorqueurs mettent une bâche blanche sur les défenses en contact avec la coque, afin de ne pas salir la coque des paquebots.
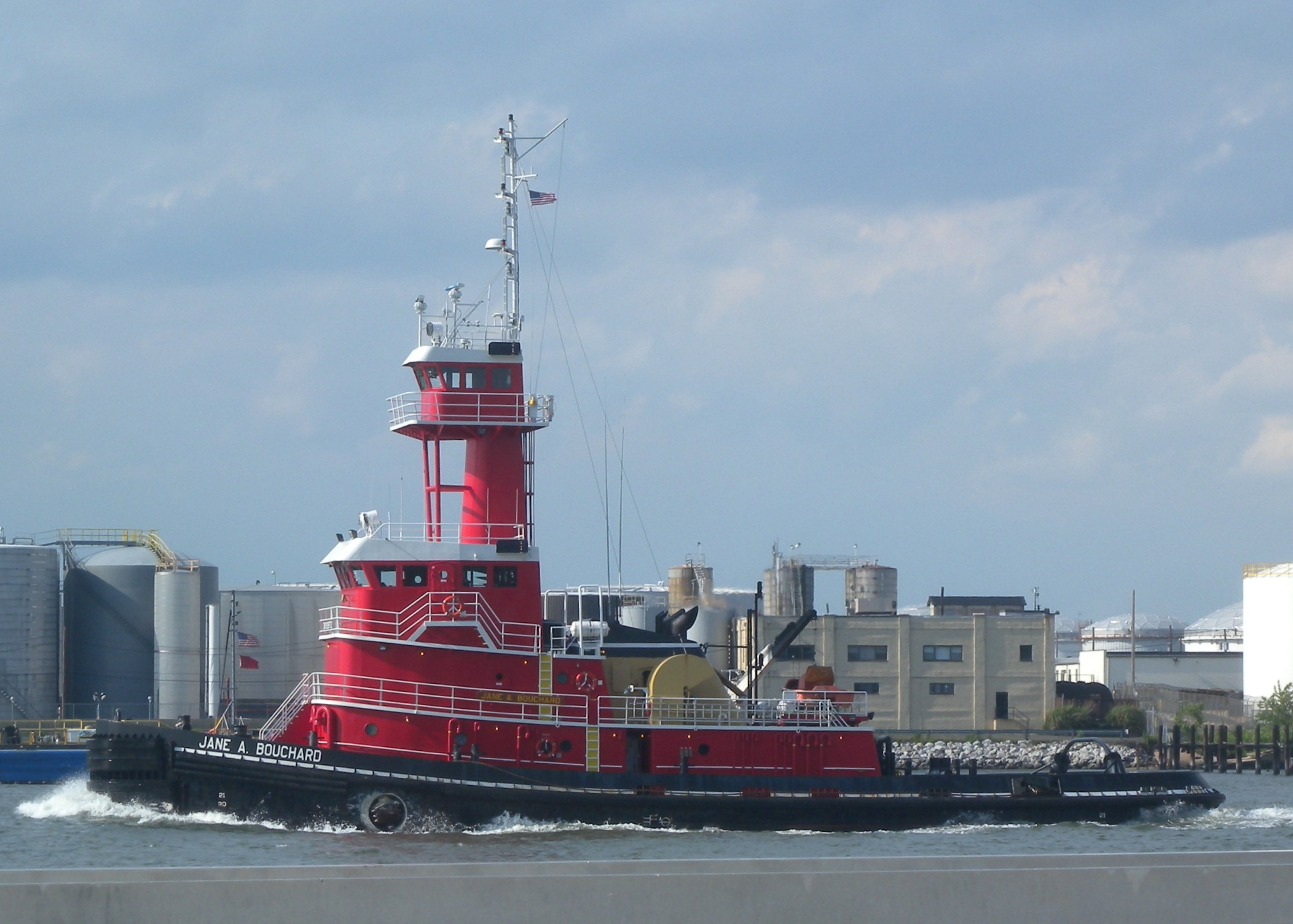
Le Jane Bouchard, du port de New York
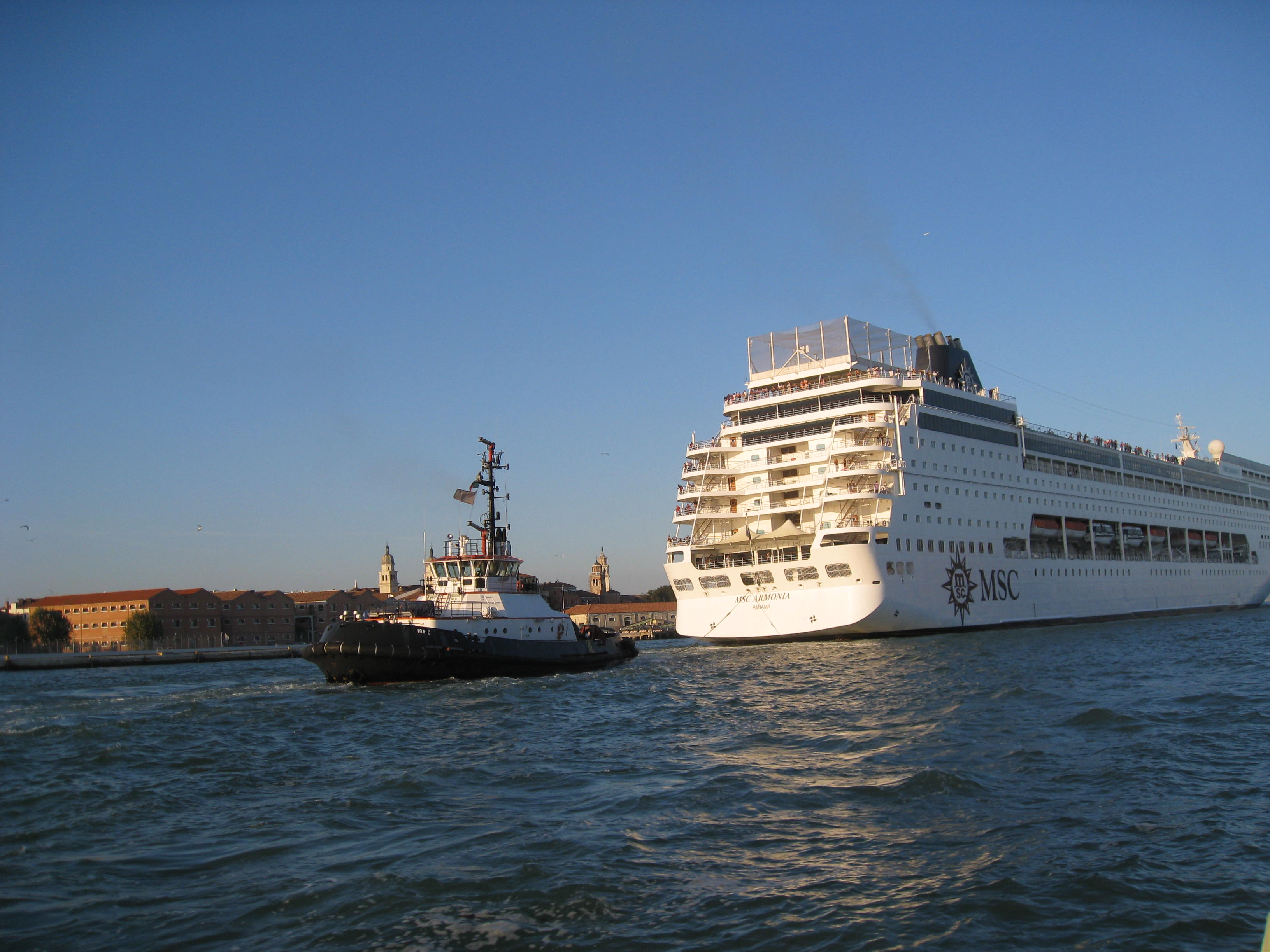
Un remorqueur de la Panfido srl à l’œuvre dans le canal de la Giudecca à Venise
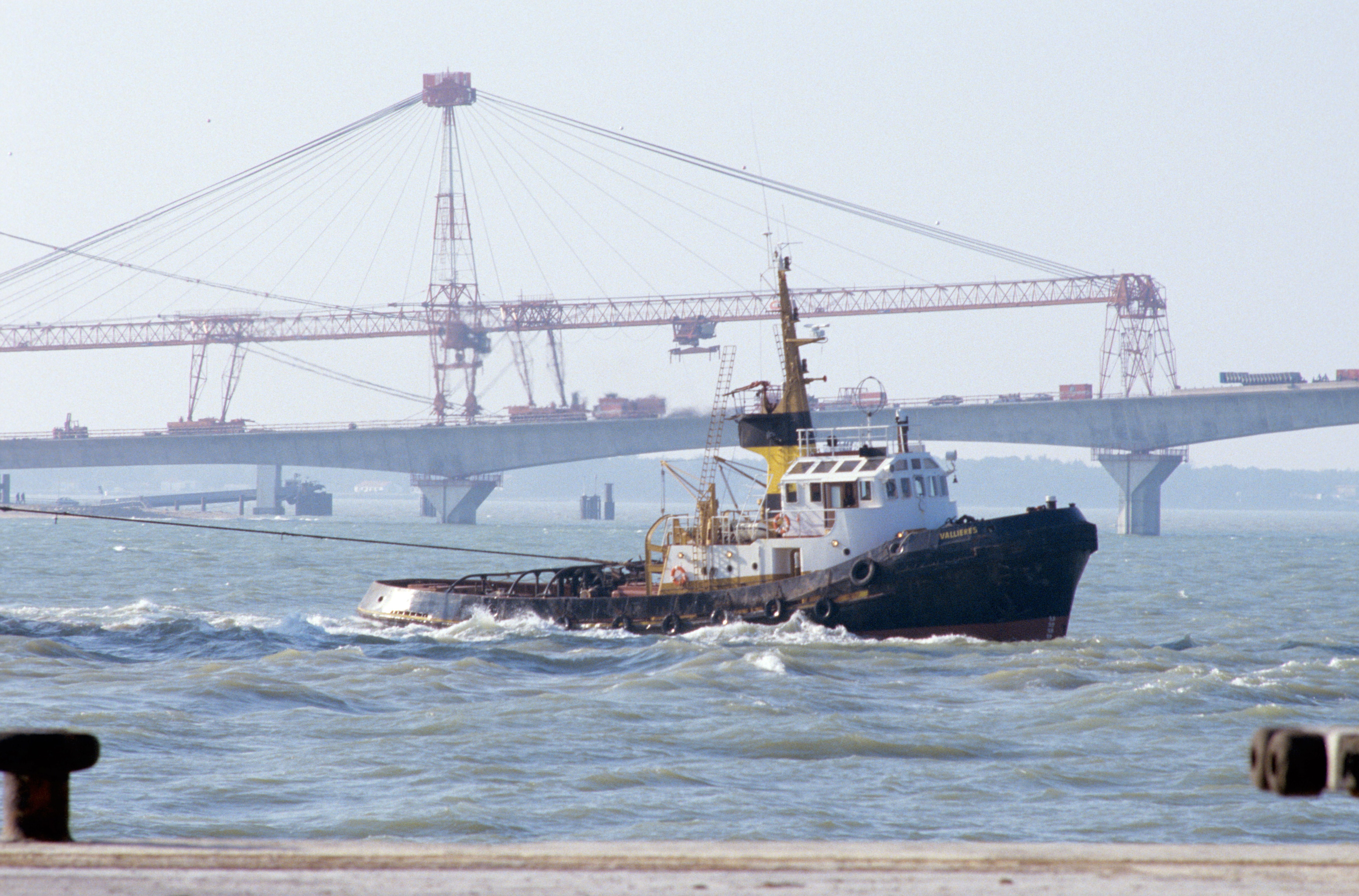
Un remorqueur en action au port de commerce de La Rochelle-La Pallice.
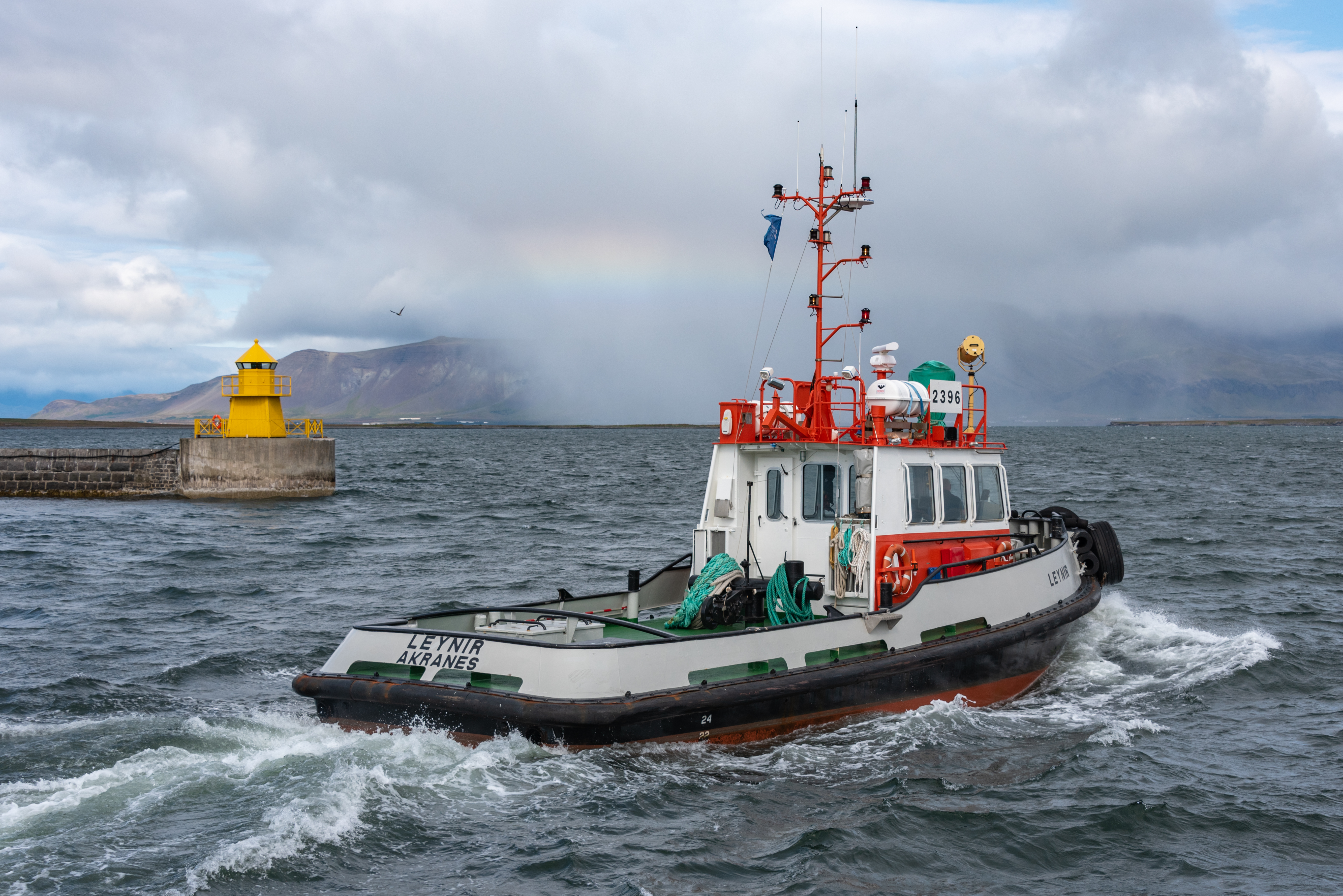
Le remorqueur Leynir quittant le port de Reykjavik, dans la Faxaflói.
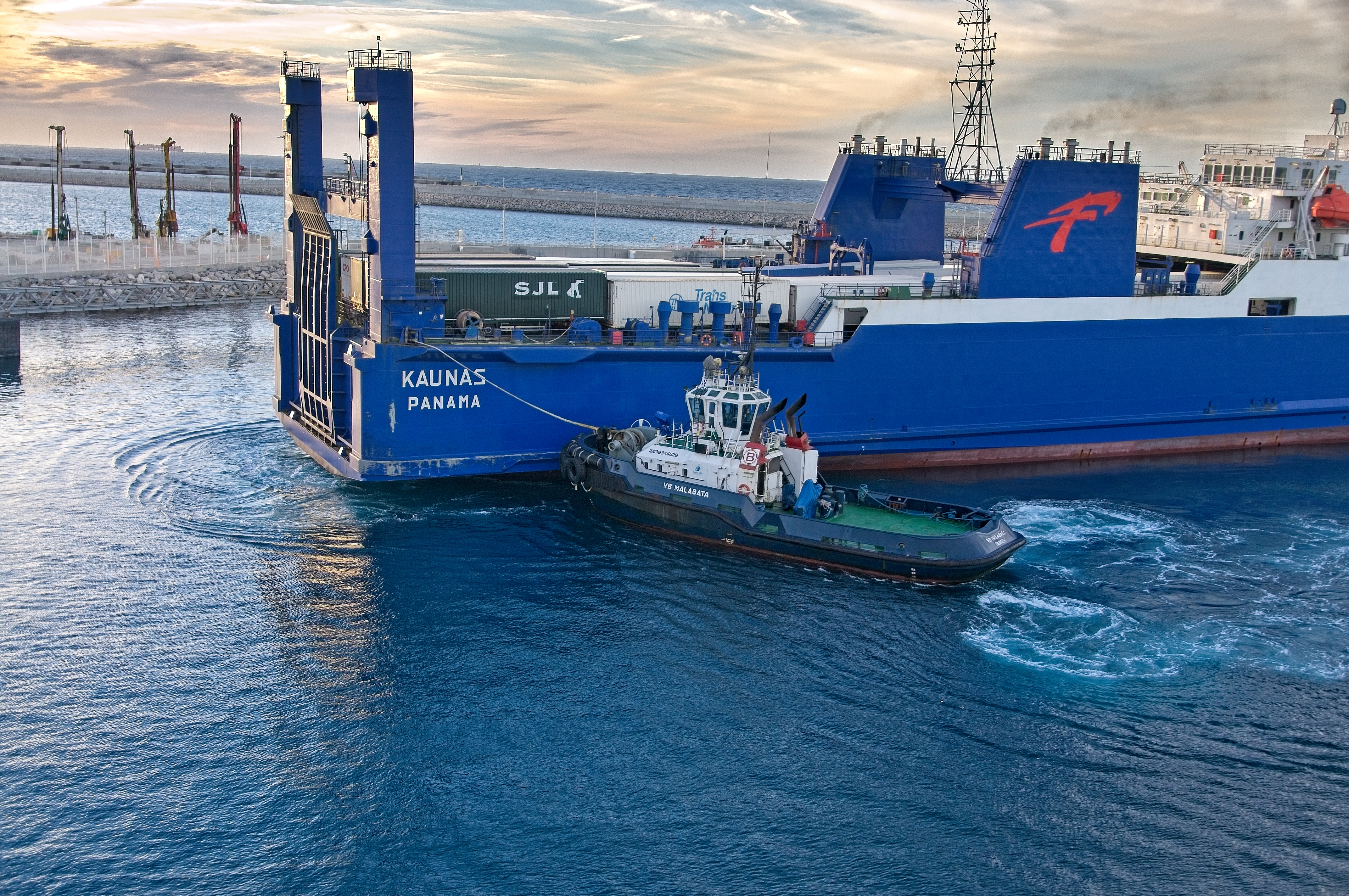
Le VB Malabata dans le port de Tanger MED le 30 octobre 2023